# Ахыска (газета)
Ахыска (тур. Ahıska) — печатное издание Турецкого этнокультурного центра «Ахыска» в Казахстане, которое выходит под эгидой Ассамблеи народа Казахстана. Газета освещает жизнь и культуру проживающих в Казахстане турок-месхетинцев, депортированных из Грузии в 1944 году. Также собирала информацию об участниках Великой Отечественной войны из числа турок-месхетинцев, воевавших на всех фронтах и заслуживших правительственные награды, но вследствие депортации незаслуженно забытых.
Газета выходит с 2000 года на трёх языках: турецком, казахском и русском. Распространяется не только в Казахстане, но и в Турции, Азербайджане, России, Украине, США, Узбекистане, Кыргызстане и Грузии. В 2007 году газета заняла первое место в конкурсе на лучшее СМИ этнокультурных объединений по освещению вопросов гражданского мира и межнационального согласия, организованном Республиканским фондом Ассамблеи народа Казахстана.
Газета пользуется спросом у широких слоев населения как среди турок-месхетинцев, так и представителей других народов, а также у представителей власти страны, посольств, консульств и иностранцев.
В 2015 году газета отметила своё 15-летие.

## Редакция
- Ровшан Мамедоглы
- Оксана Красножонова
- Аида Кожмамбетова
- Кальбинур Хошназарова
- Джина Такишева
- Алибаба Исмайылов